# Camacolaimidae
Camacolaimidae é uma família de nematóides pertencentes à ordem Araeolaimida.
Géneros:
- Listia Blome, 1982
- Loveninema Holovachov & Boström, 2012
- Neocamacolaimus Holovachov & Boström, 2014
- Notacamacolaimus Allgén, 1959
- Onchiolistia Blome, 2002
- Setostephanolaimus Tchesunov, 1994
- Smithsoninema Hope e Tchesunov, 1999